# Boney M.
Boney M. var en tysk popgrupp med karibiska rötter inom discogenren som hade sin storhetstid under sent 1970-tal och tidigt 1980-tal.
Gruppen bildades 1975 av musikproducenten Frank Farian, men då utan medlemmar. Farian gjorde till en början själv samtliga röster och det tog något år innan riktiga artister möjliggjorde ett live-uppträdande. De fasta medlemmarna under succéåren blev fyra personer av karibisk härkomst: Marcia Barrett, Liz Mitchell, Maizie Williams och Bobby Farrell.

## Bakgrund
Boney M. bildades av den västtyske musikproducenten Frank Farian, då 34 år, som också kom att skriva många av gruppens låtar. Till en början fanns dock inte medlemmarna i verkligheten; Farian sjöng själv in både de manliga och de kvinnliga rösterna (vilket dåtidens teknik med röstsampling just börjat medge) i sin studio och mixade sedan om dem för att få fram ett bra ljud. Först när den första singeln Baby do you wanna bump kommit ut och blivit en liten hit i Holland och Belgien sökte Farian upp artister/modeller för att "fronta" sin påhittade grupp.
Till det första giget för nybildade Boney M. anlitades Maizie Williams, Sheila Bonnick, en person med namnet "Nathalie" och en dansare – känd endast under namnet "Mike". Nathalie ersattes ganska snart av Claudja Barry och senare lämnade också Bonnick och Mike gruppen och ersattes då av den exotiske dansaren från Aruba, Bobby Farrell, och jamaicanska Marcia Barrett. Men fler ändringar skulle snart komma.
I februari 1976 hade Claudja Barry fått nog av att endast få röra läpparna till någon annans förinspelade röst och lämnade gruppen för att skapa sin egen disco-karriär. I hennes ställe klev den arbetslösa Liz Mitchell in. Gruppen hade till sist fått sin slutliga utformning.

## Succéåren
Farian fortsatte att sjunga den manliga rösten på skivorna även efter Farrells inträde, något som aldrig hemlighölls. Dock blev det skriverier då det under 1978 framkom att också Maizie Williams röst inte heller den "dög för skivinspelning". Istället sjöng någon annan i hennes ställe, eller så utelämnades hon helt. På scen under konserter sjöng dock både Farrell och Williams live. De eventuella "fel" deras röster kunde ha doldes av att gruppen bistods av flera körsångare.
Gruppens stora genombrott blev låten Daddy Cool från 1976 men även Ma Baker från 1977 kom att bli en världshit. Många av Boney M:s låtar var covers, så även jättehiten Rivers of Babylon (1978), den då näst bäst säljande singeln i England genom tiderna. Låten skrevs och spelades in av Brent Dowe and Trevor McNaughton i det jamaicanska reggaebandet The Melodians 1970, och är en låt med rastafarisk lyrik. Att också singelns b-sida Brown Girl in the Ring, en discoversion av en traditionell västindisk barnvisa, blev en stor hit vittnade om Boney M:s begynnande popularitet runtom i Europa.
Det västtyska popundret spred sig också till Europas östra delar. Gruppen blev så populär i Sovjet att de välkomnades dit för en turné på 10 spelningar - dock under premissen att man inte spelade sin nya dunderhit Rasputin. Låten, som anspelar på den ryske mystikern Grigorij Rasputin som en älskare till "den ryska drottningen" (det vill säga Tsaritsan), var alltför kontroversiell i det hårt styrda och censurerade Sovjet. Efter turnén blev dock Boney M. extremt populära även i övriga östblocket.
Succén fortsatte för gruppen under kommande år med flera hitlåtar högt upp på hitlistorna; såsom Mary's Boy Child - Oh my Lord (cover), Hooray! Hooray! It's a Holi-Holiday, I see a Boat on the River och El Lute.

## Uppbrotten
Trots de stora framgångarna var dock inte allt inom gruppen i balans. Detta faktum blottlades 1982 då Farrell fick sparken på grund av bristande arbetsmoral. Han ersattes av Reggie Tsiboe som stannade kvar i gruppen (till 1986) även efter Farrells återinträde 1984.
1985 firade man sitt 10-årsjubileum men året därpå hade gruppen glidit isär så pass mycket att man officiellt meddelade att Boney M. nu var upplöst. 1988 återförenades man då samlingsalbumet Greatest Hits of All Times - Remix '88  släpptes. Bråken inom bandet blossade dock snart upp igen. Liz Mitchell lämnade bandet under våren 1989 och ersattes av Madeleine Davis.
1990 blev brytningen total mellan medlemmarna. Liz Mitchell startade, stödd av gruppens grundare Frank Farian, sin egen version av Boney M. Domstolsförhandlingar klargjorde efter mycket bråk att samtliga "originalmedlemmar" i gruppen hade rätt att uppträda i egna versioner, alla under namnet Boney M.. Så skedde också. Under 90-talet förekom flera konstellationer av gruppen samtidigt. Bl a återkom tidigare medlemmen Sheyla Bonnick i en version tillsammans med vännen Maizie Williams. Även Bobby Farrell turnerade runt med tre ofta skiftande kvinnliga sångare.

## Boney M. idag

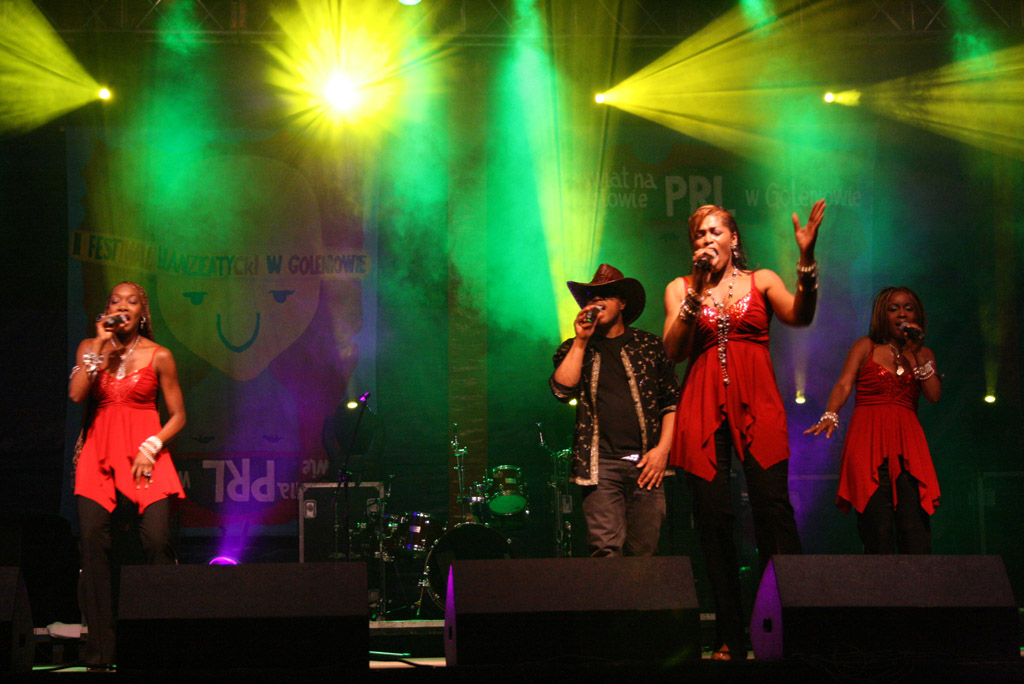
En version av Boney M. på scen i Goleniów, Polen, 2007

Idag finns det - som ett resultat av olika stämningar, uppgörelser och domar angående patent (rättigheten till namnet) - flera grupper som framträder under namnet "Boney M.", och nästan alla tidigare medlemmar finns tillgängliga för arrangörer som vill boka in någon version av Boney M. för framträdanden. Officiellt får dock bara Boney M. som en del i namnet "Boney M. Featuring Liz Mitchell" användas, och detta är också den enda konstellation som godkänts av Frank Farian. Icke desto mindre uppträdde 2007 - 2008 Marcia Barrett, Liz Mitchell, Maizie Williams och Bobby Farrell alla i olika konstellationer av Boney M. - var och en för sig. Efter Farrells död i december 2010 finns nu tre originalmedlemmar kvar i livet.

### Soloalbum, nya versioner och turnéer
I samband med gruppens 30-årsjubileum dök det i oktober 2006 upp ett album med namnet The Magic of Boney M., som även innefattade en helt ny låt sjungen av Liz Mitchell. Albumet nådde den tyska Top 20-listan för album (CD, LP), och även en DVD släpptes i slutet av 2006. Gruppkonstellationen Boney M. Featuring Liz Mitchell genomförde under hösten/vintern 2007 en konsertturné genom Tyskland.
Bobby Farrell och Liz Mitchell har båda släppt soloalbum innehållande deras egna versioner av Boney M:s klassiska hits. Mitchells album ...Sings the Hits of Boney M blev en aning speciellt, inspelat med en tjeckisk orkester. Maizie Williams gav ut sitt första soloalbum 2006 som inkluderade en egen version av Boney M:s "Sunny". År 2007 lyckades hennes version av "Daddy Cool" med Melo-M klättra ända till första plats på den lettiska topplistan. Marcia Barrett har också hon släppt soloalbum, tre stycken.
En musikal baserad på Boney M:s musik – Daddy Cool – hade premiär i London i augusti 2006, men lades ner i februari 2007 på grund av biljetfiffel och andra oegentligheter. Från april till juli 2007 spelades musikalen i stället på en mobil teater i Berlin.
Som ett bevis på gruppens bestående popularitet i södra Asien var en konsert med Boney M. feat. Marcia Barrett huvudattraktionen vid den 37:e filmfestivalen i provinsen Goa i Indien (IFFI).

## Medlemmar
Nuvarande medlemmar
- Liz Mitchell (1975–)
- Maizie Williams (1975–)
- Marcia Barrett (1975–)

Tidigare medlemmar
- Bobby Farrell (1975–1981, 1984–2010)
- Reggie Tsiboe (1982–1986, 1989–1990)

## Diskografi

### Singlar
- Baby Do You Wanna Bump (Part I & II) , 1976
- Daddy Cool / No Woman, No Cry, 1976
- Sunny / New York City, 1976
- Ma Baker / Still I'm Sad, 1977
- Got a Man on my Mind / Perfect (Liz Mitchell), 1977
- Belfast / Plantation Boy, 1977
- Rivers of Babylon / Brown Girl in the Ring, 1978
- Rasputin / Painter Man, 1978
- Mary's Boy Child - Oh my Lord / Dancing in the Streets, 1978
- Hooray! Hooray! It's a Holi-Holiday / Ribbons Of Blue, 1979
- El Lute / Gotta Go Home, 1979
- I'm born again / Bahama Mama, 1979
- I see a Boat on the River / My Friend Jack, 1980
- Children of Paradise / Gadda-Da-Vida, 1980
- Felicidad (Margherita) / Strange, 1980
- Malaika / Consuela Biaz, 1981
- We Kill the World (Don't Kill the World) / Boonoonoonoos, 1981
- Little Drummer Boy / Medley, 1981
- Going Back West / The Carnival is over, 1982
- Zion's Daughter / White Christmas, 1982
- Jambo - Hakuna Matata (No Problems) / African Moon, 1983
- Somewhere in the World / Exodus, 1984
- Kalimba de Luna / Ten Thousand Lightyears, 1984
- Happy Song / Schools out (med "Bobby Farell och the School Rebels"), 1984
- My Chérie Amour / Sample City, 1985
- Young Free and Single / Blue Beach, 1985
- Bang Bang Lulu / Chica Da Silva, 1986
- Rivers of Babylon (Remix) / Mary's Boy Child (Remix), 1988
- Megamix, 1988
- The Summer Mega Mix, 1989
- Malaika (Lambada Remix), 1989
- Everybody Wants to Dance like Josephine Baker / Custer Jammin’, 1989
- Stories / Rumours (Instr.), 1990
- Boney M. Megamix, 1992
- Brown Girl in the Ring (Remix), 1993
- Ma Baker (Remix), 1999
- Sunny (Remix), 2000
- Hooray! Hooray! It's A Holi-Holiday (Remix)/Caribbean Night Fever - Megamix, 2000
- Daddy Cool 2001, 2001
- Felicidad America (Obama Obama), 2009
- Mary's Boy Child, 2010
- Barbra Streisand, 2010
- A Child Is Born, 2010

### Album
- Take The Heat Off Me, 1976
- Love For Sale, 1977
- Nightflight to Venus, 1978
- Oceans of Fantasy, 1979
- The Magic of Boney M. - 20 Golden Hits, 1980
- Boonoonoonoos, 1981
- Christmas Album, 1981
- Kalimba De Luna, 1984
- 10.000 Light Years, 1984
- Eye Dance, 1985
- The Best of 10 Years - 32 Superhits, 1986
- Greatest hits of all times volume 1 1988
- Greatest hits of all times volime 2  1989
- Star collection  1991
- Gold  1992
- More Gold  1993
- Happy songs  1996
- The best of  1997
- 20th Century Hits (Boney M. 2000), 2000
- The Magic of Boney M, 2006
- Feliz Navidad, 2010

### Fotnoter
1. 1 2 3  ”Boney M. discography”. RateYourMusic. https://rateyourmusic.com/artist/boney_m_. Läst 26 juni 2019.
2. ↑  Allmusic: The Melodians. Biography
3. ↑  Maizie Williams official website